# AMX ELC
ELC AMX (Engin Léger de Combat, с фр. лёгкая боевая машина) — опытный французский лёгкий истребитель танков, разрабатывавшийся компанией AMX в конце 1950-х годов. Серийно не производился.

## История создания
Идея, лежащая в основе создания бронемашин проекта Engin Léger de Combat, заключалась в том, чтобы установить мощное противотанковое вооружение на лёгкую, но полностью бронированную танкетку и, таким образом, создать лёгкий истребитель танков, подвижный, незаметный, способный поражать и уничтожать все типы танков противника на расстоянии до 1 500 метров.

## Описание конструкции
Ниже описана последняя модификация танка, завершённая в 1961 году и известная как ELC AMX bis.

### Защищённость
Толщина лобовой брони машины варьировалась от 20 до 40 мм, бронелисты корпуса были расположены под рациональными углами наклона: верхняя лобовая деталь имела угол в 80°. Бронирование башни было несколько слабее со стороны водителя (до 15 мм), борта и корма также имели бронирование до 20 мм. Двигатель был установлен в передней части танка, в задней части находился топливный бак.
Оборонительным вооружением ELC AMX являлись два спаренных дымовых гранатомёта, расположенных по обе стороны башни.
Боевая машина оборудовалась радиостанцией AN/VRC13.

### Вооружение и система управления огнём
В качестве основного вооружения для ELC AMX выбрали 90-мм пушку DEFA D.915 низкого давления, сочетающую в себе возможность установки на лёгкую технику и высокую огневую мощь. Стрельба велась оперёнными кумулятивными и осколочно-фугасными боеприпасами, боекомплект составлял 53 снаряда: 34 находились в корпусе около топливного бака, остальные 19 были расположены в башне в кормовой части и по левую сторону от механика-водителя. Эффективная дальность стрельбы достигала одного километра, однако предполагалось увеличение этого параметра до 1 500 метров. Начальная скорость полёта снарядов составляла 750 м/с, а бронепробиваемость — 350 мм, благодаря этому бронемашина была способна бороться с любым видом бронетехники того времени, за исключением советского Т-64. Углы вертикальной наводки орудия варьировались от -8° до +13°. Заряжание орудия обеспечивалось водителем, для облегчения перезарядки и увеличения скорострельности в заднюю часть башни была установлена боеукладка первой очереди барабанного типа. Функции наводчика и радиста выполнял командир, при этом прицел находился на стороне механика-водителя, последний в свою же очередь вёл огонь со спаренного 7,5-мм танкового пулемёта AAT-52, боекомплект которого составлял 1 450 патронов. Такая, казалось бы, неудобная схема управления огнём была обусловлена конструкцией башни «tourelle-casemate» (с фр. «башня-каземат»): из-за близкого расположения членов экипажа предполагалась их высокая концентрация на ведении огня, поэтому функции экипажа переходили от одного к другому.
Другой особенностью «казематной» башни является её невозможность поворота на 360° на ходу; этим и объясняется её название. На скорости башня может поворачиваться на ±15°: это максимально безопасный для членов экипажа угол поворота — при чрезмерном повороте один из танкистов может быть травмирован казённой частью орудия. Для обеспечения полного вращения башни водителю следовало оставить управление машиной. Поворот башни на 360° осуществлялся за счёт перемещения обоих членов экипажа по боевому отделению. При выходе из строя электроники было предусмотрено ручное управление башней и орудием: за два поворота ручкой башня вращалась на 6°, орудие поднималось на 2°.
ELC AMX оборудовалась 8 приборами наблюдения, используемых командиром, 5 приборами слежения за дорогой для механика-водителя и оптическим дальномером шириной 1,2 метра, одна из частей которого параллельно выполняла функции танкового прицела.

### Мобильность
Передвижение обеспечивалось четырёхцилиндровым двигателем SOFAM Type 4 GSr. Максимальная мощность двигателя составляла 180 л.с. при 3 500 об./мин., которая при массе машины в 8,9 тонн обеспечивала машине тяговооружённость в 20 л.с./т. 
КПП имела 6 передач вперёд и 4 передачи назад; максимальная скорость нового прототипа составила рекордные для проекта 80 км/ч, таким образом вариант AMX опередил по мобильности разработку другой компании — ELC Even, однако средняя скорость составляла всего 60 км/ч, а скорость по пересечённой местности — 30 км/ч. 
ELC AMX могла преодолевать рвы шириной 1,8 метра и вертикальные препятствия высотой до 57 см.

## Модификации

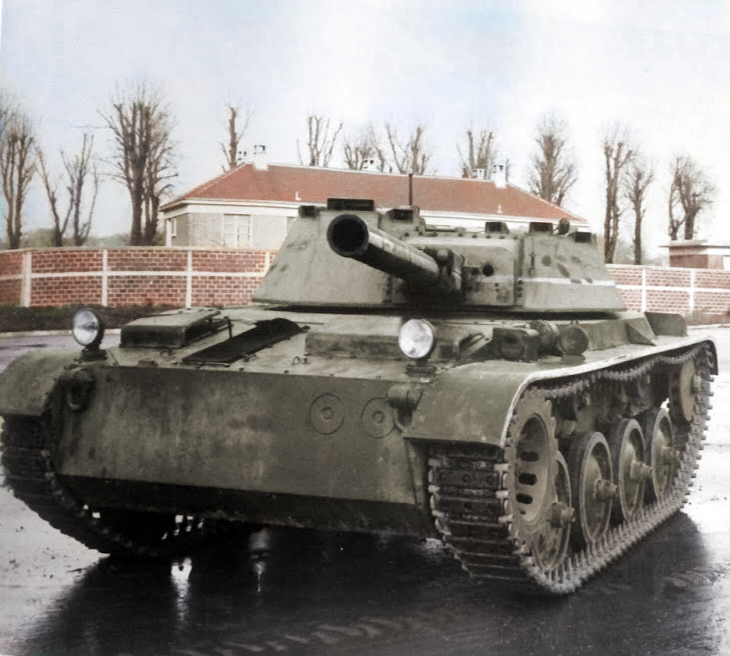
ELC AMX TC901 на испытаниях

- ELC TC901 — первый прототип ELC AMX на базе бронетранспортёра Hotchkiss CC2-52. Машина вооружалась 90-мм пушкой DEFA D.914. Бронирование варьировалось от 5 до 25 мм, а максимальная скорость составляла 68 км/ч.
- ELC TC902 — второй прототип с башней №902. Первая модификация, на которую устанавливался дальномер.
- ELC TC903 — модификация вооружения танка: впервые была установлена пушка D.915, для неё была построена увеличенная башня №903, при этом масса машины превысила 7 тонн, а дальномер был временно убран с модификации. Новое орудие оснащалось боеприпасами типа «ENERGA» и «G», обеспечивавших пробитие более 350 мм брони.
- ELC TC904 — четвёртый прототип с доработанной башней. Танк вновь оснащался оптическим дальномером, появилось защитное вооружение — четыре дымовых гранатомёта (по 2 с каждой стороны башни).
- ELC bis — последняя модификация танка. Башня №904 устанавливалась на новое шасси bis повышенного бронирования и проходимости, разработанное вследствие ненадёжности ходовой бронетранспортёра Hotchkiss. Новая ходовая отличалась наличием двух дополнительных опорных и поддерживающих катков. Вес увеличился до 8 920 кг, максимальная скорость — до 80 км/ч.
- ELC TC30 — зенитная самоходная установка на базе ELC AMX, предполагающая установку 30-мм автопушки Hispano-Suiza. Был построен лишь деревянный макет.

## Сохранившиеся экземпляры
- Франция — ELC AMX bis убрана с публичного показа и находится в военном резерве музея бронетехники Сомюра. Прототип хорошо сохранился благодаря регулярным реставрациям, однако отмечается отсутствие переднего левого поддерживающего катка.

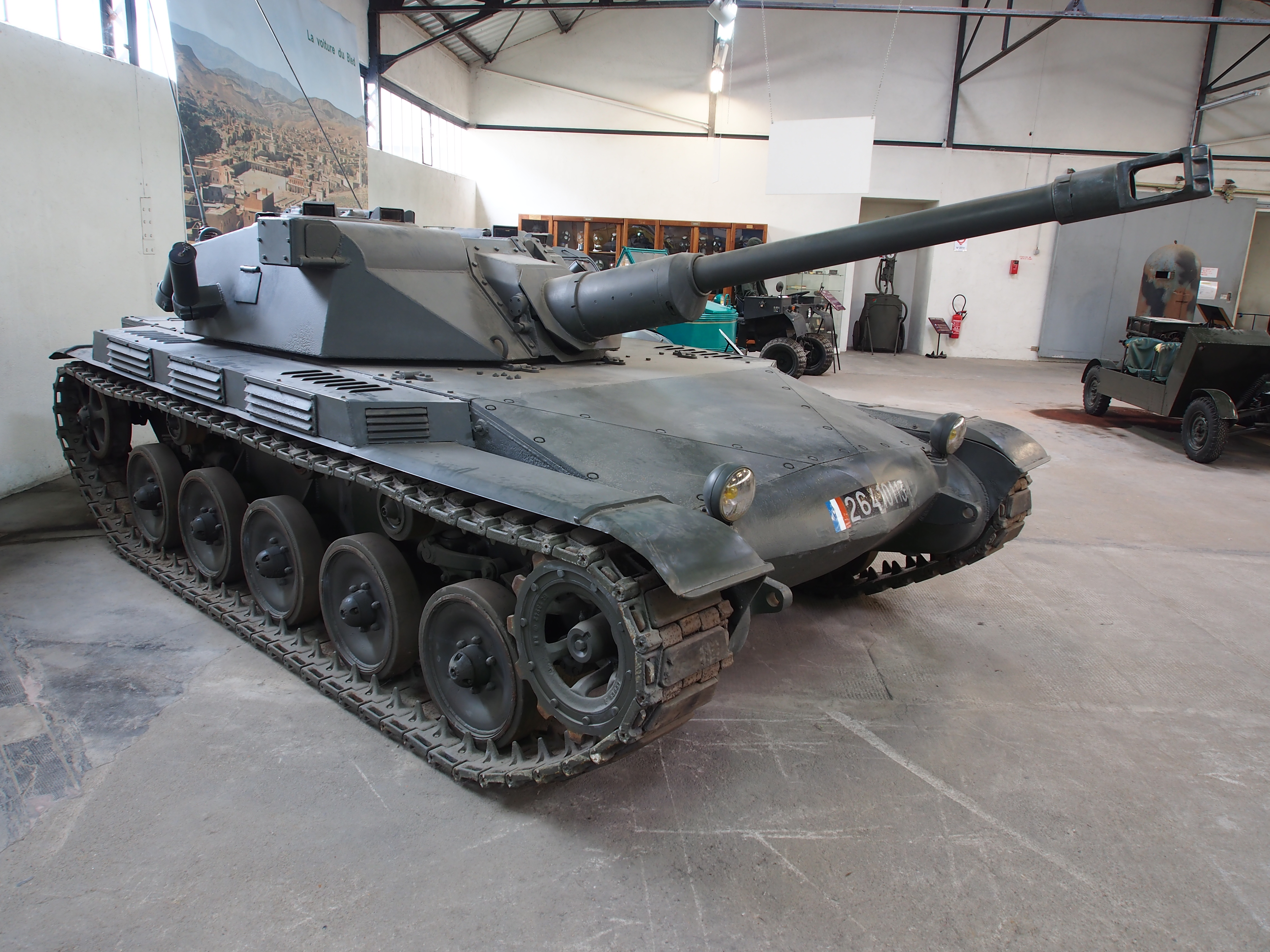
ELC AMX bis в музее бронетехники в Сомюре

### В стендовом моделизме
Выпускается пластиковая модель AMX ELC bis в масштабе 1/35 сингапурской компанией ResinScales.